# 甘尼夫卡 (諾索夫卡區)
50°42′30″N 31°49′5″E / 50.70833°N 31.81806°E
甘尼夫卡（烏克蘭語：Ганнівка），是烏克蘭北部的村莊，隸屬切爾尼希夫州的尼任區。該村始建於1811年，面積0.023平方公里，海拔高度130米，2001年人口157，人口密度每平方公里6,826.09人。